# Joakim Göthberg
Joakim Göthberg (* 11. Juni 1974), auch bekannt als Jocke Göthberg, Joakim Af Gravf, Joakim As Grave, Joakim AF Grave und Joakim Grave, ist ein schwedischer Musiker und Produzent. Er ist unter anderem als ehemaliges Mitglied von Marduk bekannt und wirkte außerdem als Gastmusiker bei In Flames mit. Er selbst sieht das Schlagzeug als sein Hauptinstrument an.

## Leben
Göthberg kaufte 1980 im Alter von sechs Jahren seine erste LP, Unmasked von Kiss. Im Alter von zehn Jahren begann er, Schlagzeug zu spielen. Im Alter von zwölf oder dreizehn Jahren hatte er seine erste Band, The Hunters, die aus ihm am Schlagzeug und einem Sänger bestand, die zusammen Punk-Stücke nachspielten. Später kaufte er sich einen Bass samt Verstärker und spielte diesen seiner ersten „richtigen“ Band Speed Limit; ihrer Mitglieder spielen jetzt bei Axenstar, weitere Nachfolger sind unter anderem Tarmludd, die Heavy-Metal-/Punk-Band Escape, in der Göthberg spielte, Juw und Latrin.
Anfang der 1990er-Jahre spielte Göthberg bei Darkified und Marduk Schlagzeug; bei Darkified übernahm er außerdem den Hintergrundgesang. Bei Marduk übernahm er auf dem zweiten Album Those of the Unlight neben dem Schlagzeug den Gesang anstelle von Andreas Axelsson; auf dem Nachfolger war er ausschließlich Sänger, während das Schlagzeug von Fredrik Andersson übernommen wurde. Danach verließ er die Band, weil er „das langsam langweilig fand“, und wurde durch Legion ersetzt. Er sang zu dieser Zeit außerdem auf der Promokassette von Miscreant, wo zwei seiner ehemaligen Mitmusiker aus der Zeit bei Speed Limit spielten, und spielte Gitarre bei Bizzarré Scums.
1996 schloss Göthberg sich der von den In-Flames-Mitgliedern Jesper Strömblad und Glenn Ljungström gegründeten Band Dimension Zero an. Es handelt sich laut Göthberg „um eine hundertprozentig reale Band“, anfänglich jedoch eher um „ein[en] Haufen mit Projektcharakter“. Im gleichen Jahr steuerte er auch einen Liedtext zum In-Flames-Album The Jester Race bei und spielte mit seinen beiden Freunden von Speed Limit, Axenrot und Miscreant unter dem Namen Soulcrushed ein Thrash-/Death-Metal-Album ein, das unveröffentlicht blieb.
2001 produzierte Göthberg die Stücke der Band Pitchcan auf ihrer Split-EP mit The Nifters. 2003 sang er bei Marduks Auftritt auf dem Party.San zusammen mit Legion The Black…; im gleichen Jahr spielte er dort auch mit Dimension Zero. Göthbergs Gastauftritt ist auf der DVD Funeral Marches and Warsongs zu sehen. Seinem Gastauftritt folgten Gerüchte, er werde zu Marduk zurückkehren, als die Band sich von Legion trennte; er selbst war jedoch an einer Rückkehr nicht interessiert und wurde auch nicht von ihrem Gründer Morgan Håkansson gefragt. 2004 wurde er Schlagzeuger der Band Nifters, nachdem er deren Album Cognitive Eclipse produziert hatte und ihr Schlagzeuger ausgestiegen war. Wenngleich er kein Interesse an einer Rückkehr zu Marduk hatte, sang er zusammen mit ihrem gegenwärtigen Sänger Mortuus das Stück Cold Mouth Prayer ein, das 2007 auf dem Album Rom 5:12 erschien.
Göthberg spielte auch in zahlreichen unbekannten Projekten und Bands wie dem Country-Projekt Mr. Walker & The Hitman, dem improvisierten Black-Metal-Projekt Bellum, der Rock-Band The Chainsaw, der Doom-Metal-Band Grimorium und der Grindcore-Band Rotten Remains.

## Diskographie
mit Grimorium
- 1991: Dead Tales[10]

mit Darkified
- 1991: Dark
- 1992: Sleep Forever...
- 1995: A Dance on the Grave

mit Marduk
- 1991: Fuck Me Jesus
- 1992: Dark Endless
- 1993: Those of the Unlight
- 1994: Opus nocturne
- 2007: Rom 5:12 (Gesang bei Cold Mouth Prayer)

mit Miscreant
- 1993: Promo 93 (Gesang)

mit Bizzarré Scums
- 1993: No Control auf Radium 226.05 Records Presents Extreme Close Up (Gitarre)

mit Dimension Zero
- siehe Dimension Zero#Diskografie

mit Cardinal Sin
- 1996: Spiteful Intents (EP; Schlagzeug, Gesang)

mit In Flames
- 1996: The Jester Race (Text zu Dead Eternity)
- 1999: Subterranean (Wiederveröffentlichung; Gesang bei The Inborn Lifeless)

mit Pitchcan
2001: The Nifters/Pitchcan (Split-EP mit The Nifters, 2001; Produktion und Hintergrundgesang)
mit Nifters
- 2003: Cognitive Eclipse (Produktion)
- 2004: Allein (Single; Schlagzeug)